# Hydrobiosella tahunensis
Hydrobiosella tahunensis là một loài Trichoptera trong họ Philopotamidae. Chúng phân bố ở miền Australasia.